# 万安县
万安县地处江西省中部，隶属于吉安市、地處江西省中南部、吉安市南緣，東與贛州市興國縣接壤，南與贛州市贛縣區、南康區交界，西與遂川縣相鄰，北與泰和縣毗鄰。縣內以農業、水產業、林業、礦業為主，境內有万安水电站提供能源，縣政府駐芙蓉鎮。

## 行政区划
万安县下辖9个镇、7个乡：
芙蓉镇、五丰镇、枧头镇、窑头镇、百嘉镇、高陂镇、潞田镇、沙坪镇、夏造镇、罗塘乡、弹前乡、武术乡、宝山乡、涧田乡、顺峰乡、韶口乡、万安县工业园和万安县麻源垦殖场。
2021年末，萬安縣總人口為31.57萬人，其中，城鎮人口12.98萬人，佔總人口的比重為41.1%。

## 交通

荷兰人约翰·纽霍夫在1665年所画的万安风景图

- 鐵路：昌赣客運專線
- 公路：昌赣高速公路、 356国道

## 文物古迹
- 朱家巷历史文化街区
- 古城墙历史文化街区